# Raïon de Novhorod-Siverskyï
Le raïon de Novhorod-Siverskyï (en ukrainien : Новгород-Сіверський район) est un raïon situé dans l'oblast de Tchernihiv en Ukraine. Son chef-lieu est Novhorod-Siverskyï.
Avec la réforme administrative de 2020, le raïon c'est étendu au détriment des raions de Korop et de Semenivka.

## Lieux d'intérêt
Le Parc national de Mezyn, le monastère Saint-Nicolas de Rikhli.

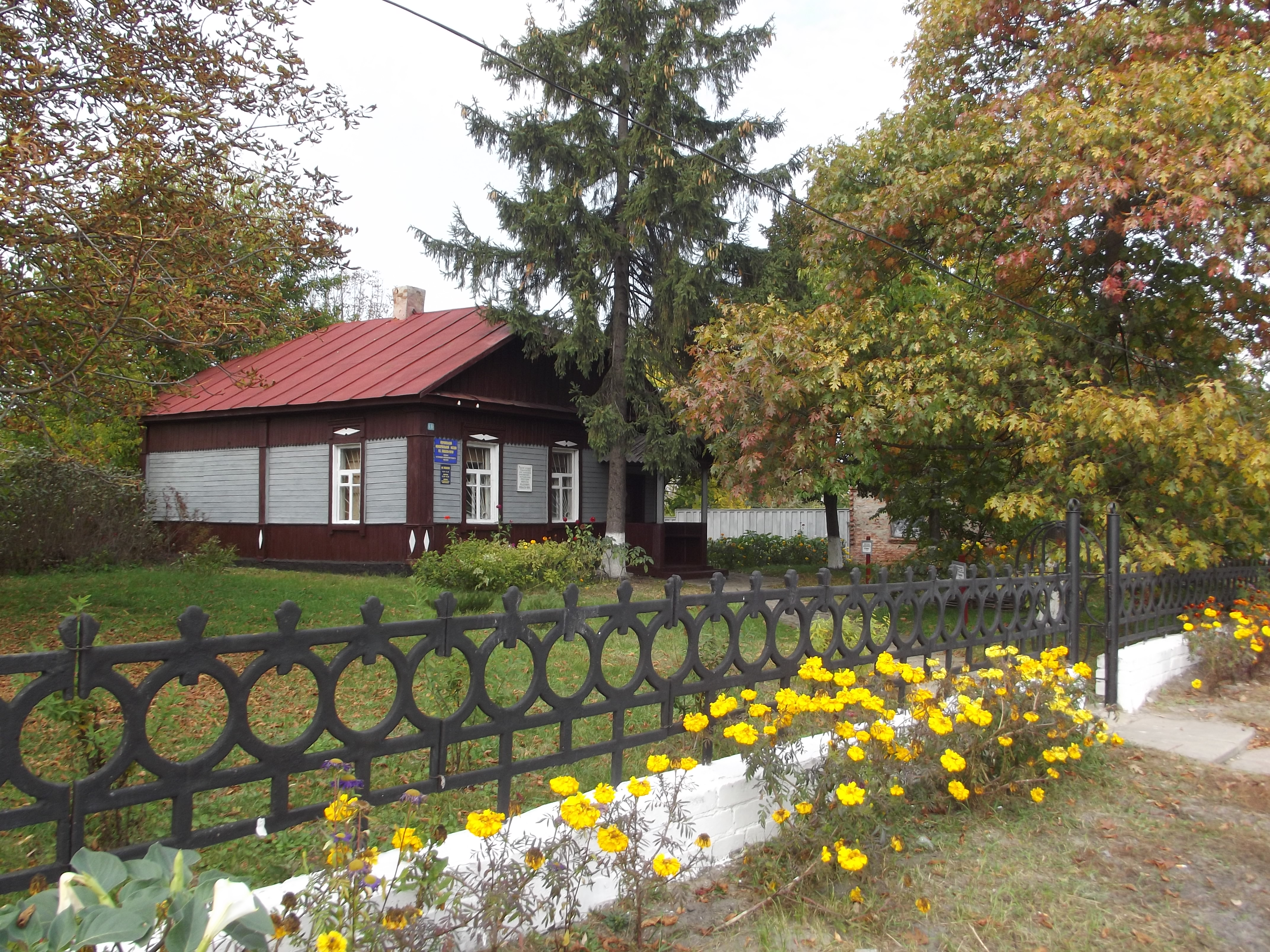
La maison musée de Mikola Koubaltchitch, classée[1],
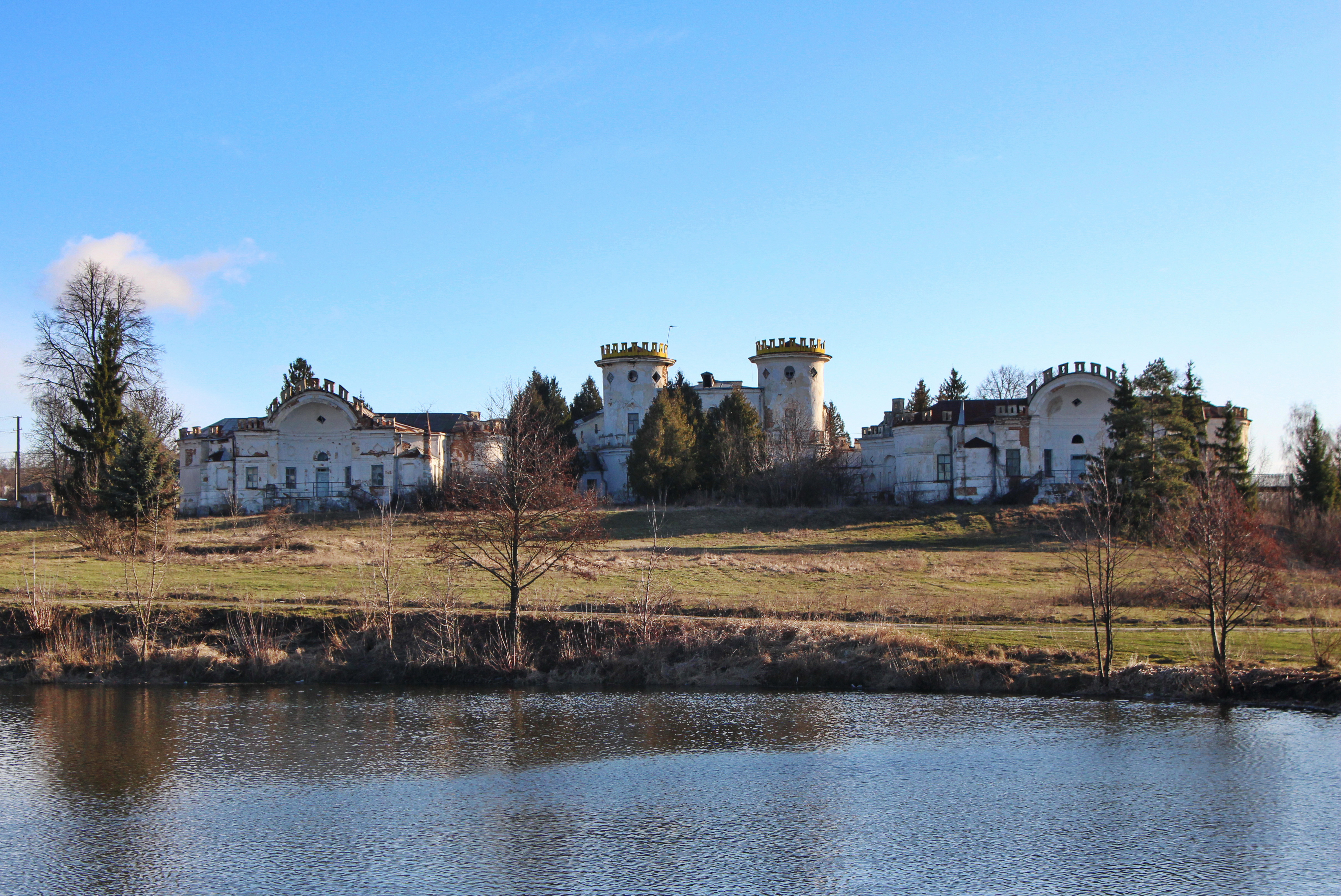
le palais de Roumiantsev-Zadounaïsko, classé[2],
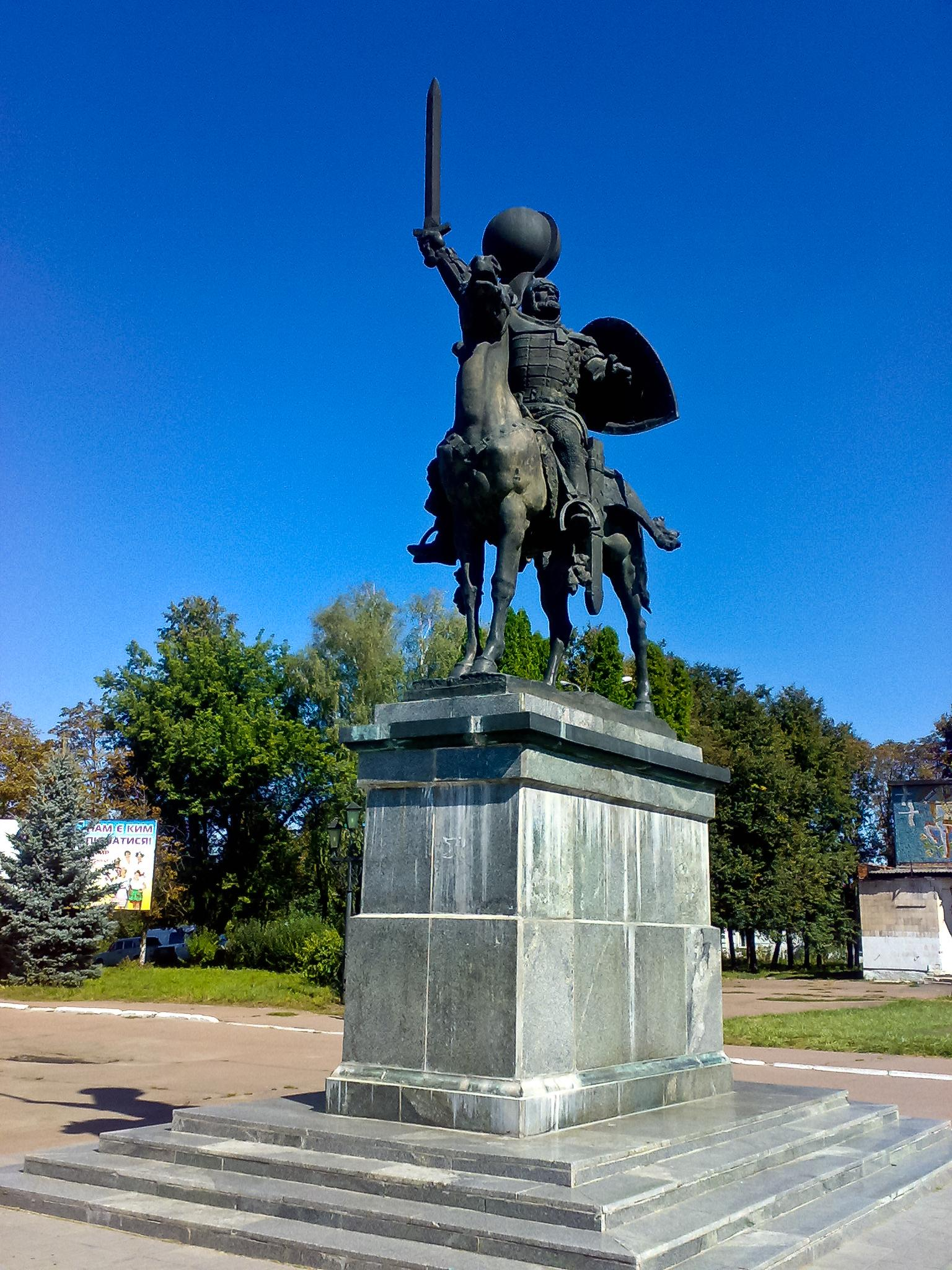
le monument au prince Ihor classé[3] ;
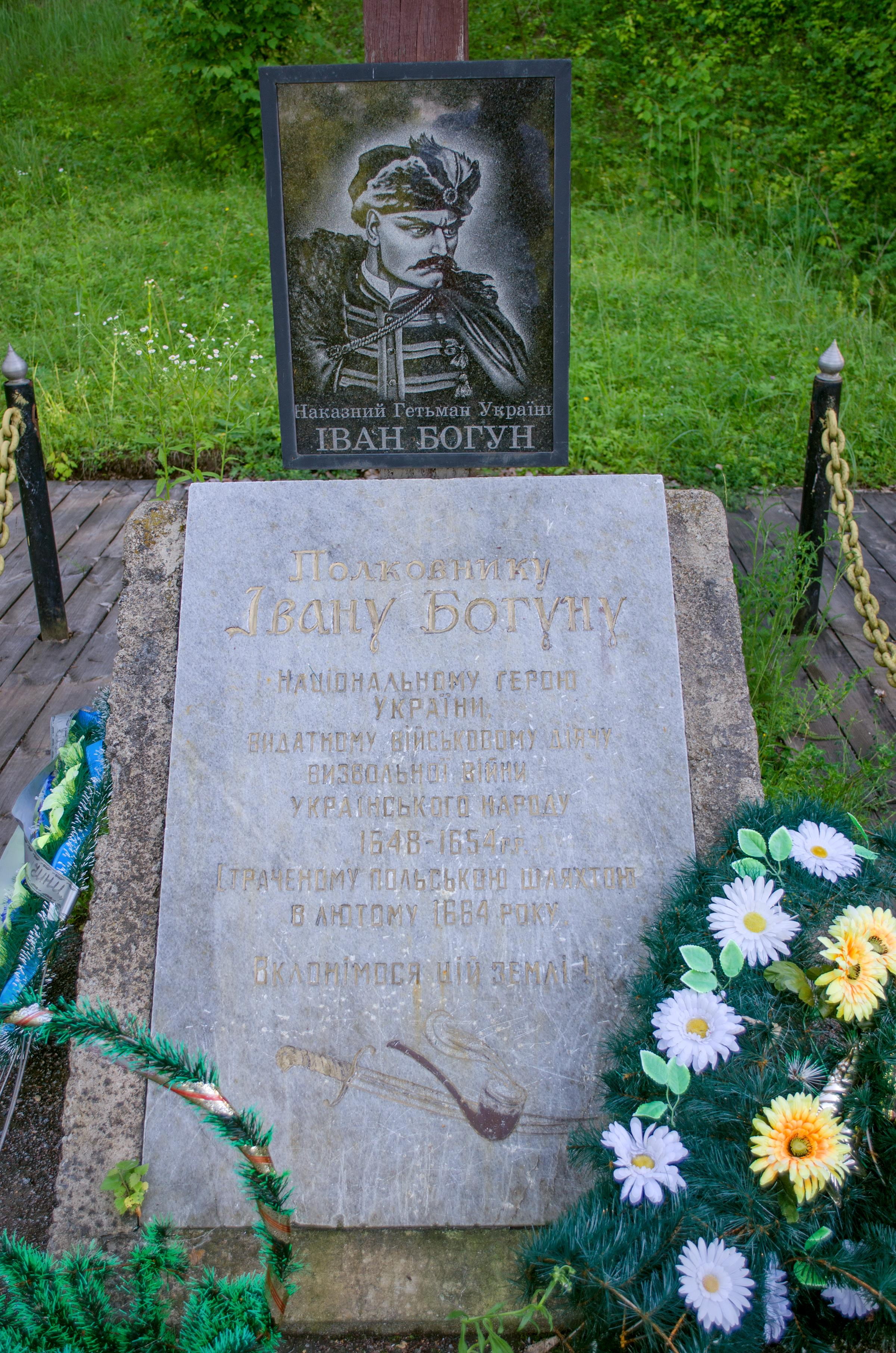
la tombe d'Ivan Bohun classée[4] ;
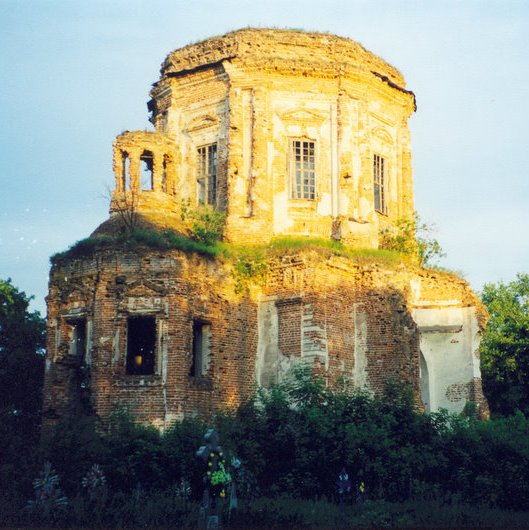
l'église de l'Intercession, classée[5].